# Renault Iliade
Renault Iliade turistički i međugradski autobus francuske kompanije Renault koji je se proizvodio od 1997. do 2006. godine.

## Motori
- 9,8 l turbo dizel, 222 kW (302 KS)
- 9,8 l turbo dizel, 250 kW (340 KS)
- 11,1 l turbo dizel, 230 kW (313 KS)
- 11,1 l turbo dizel, 266 kW (362 KS)
- 11,1 l turbo dizel, 280 kW (381 KS)
- 11,1 l turbo dizel, 317 kW (431 KS)